# 扎克·金
扎克瑞·麥可·金（英語：Zachary Michael King，1990年2月4日—）是一名網絡紅人及電影製作人，作品多發佈於TikTok、Vine及YouTube。2008年，他透過Final Cut Pro軟件製作了一系列魔法般的短片，並發布於影片限時六秒的Vine平台上，隨之爆紅。其後又贏得惠普所舉辦的比賽，可以出席倫敦影展並打開知名度，隨後又參加真人競賽節目极速前进28。

## 個人生活

### 生平
金在俄勒岡州波特蘭出生並長大。透過他的父親他擁有一半中國血統，透過母親他擁有四分之一奧地利血統和四分之一尼加拉瓜血統。金在七歲時使用家用攝像機拍攝了第一部電影。14歲那年，他購買了影片設備，包括Mac電腦，相機和三腳架，並開始製作和編輯影片。他於2012年12月畢業於拜歐拉大學，電影和媒體藝術專業。

### 婚姻
金和他的妻子瑞秋·荷姆(Rachel Holm)於2014年結婚。在2016年，他們一起參加了急速前進28，並獲得第六名。截至2017年，他們居住在加利福尼亞的一個社區Rossmoor （页面存档备份，存于）。他們有兩個兒子，親生兒子利亞姆（Liam），和領養的梅森（Mason）。

## 事業

### YouTube
2011年，他在YouTube上發布了與大學生朋友一起製作的名為Jedi Kittens的影片。在影片中，兩隻貓在用光劍戰鬥。該影片在三天內獲得了超過一百萬的觀看次數，並繼續獲得了超過一千八百萬的觀看次數。名為“絕地小貓反擊戰”（Jedi Kittens Strike Back）的影片續集獲得了超過2700萬的觀看次數。錄像的第三部分“絕地小貓-原力覺醒”於2013年發布，獲得了超過2800萬的觀看次數。金的官方YouTube頻道名為Zach King。
2013年5月，他被YouTube提名為美國25位最有前途的年輕電影製片人之一。作為其Next Up Creators大賽的一部分，YouTube向King授予了$ 35,000美元的獎勵，並提供了為期四天的YouTube紐約之行創作者營。他提交給競賽的論文標題為“競賽參賽作品錯了”。在影片中，他懇求自己的案子被選為YouTube大獎，躲過了空襲和地雷的襲擊。截至2020年12月中旬，他在344個影片中擁有932萬訂閱者，觀看次數為8.86億。

### TikTok(抖音)
金於2016年2月28日將他的第一個視頻發佈到TikTok（原名Musical.ly）上，應用程式上吸引了4,470萬關注者，使他成為TikTok上關注度排名第三的用戶。
扎克·金還在2019年12月9日發布了觀看次數最多的TikTok。影片是他騎著掃帚，後來他顯示自己實際上是使用鏡子，該影片估計獲得20億次觀看。